# Philautus gryllus
Philautus gryllus és una espècie de granota que es troba al Vietnam.
Està amenaçada d'extinció per la pèrdua del seu hàbitat natural.